# Kosztándi Jenő
Kosztándi Jenő (Kézdivásárhely, 1930. május 26. – Kézdivásárhely, 2017. február 1.) romániai magyar képzőművész, népművelő.

## Életútja
A sepsiszentgyörgyi Székely Mikó Kollégiumban érettségizett (1949), a Ion Andreescu Képzőművészeti Főiskolán szerzett diplomát (1955). Mesterei voltak Kádár Tibor, Abodi Nagy Béla, Kovács Zoltán és Miklóssy Gábor. Szülővárosában telepedett le, ahol mint általános iskolai tanár képzőművészeti szakosztályt szervezett, rajzkört alakított, a 3. számú Ipari Líceum (volt Kantai Gimnázium), a Művelődési Ház és a Városi Könyvtár szaktermeit magyar és román klasszikus írók arcképeivel gazdagította. Az 1982-ben alakult helyi Népszínház számára díszleteket, a Gyermekvárosnak 600 figurát festett, az Árvaház falait 150 mesejelenettel díszítette, átalakítva a székely kisváros művészi igényeit és ízlését.
Kosztándi Jenő felesége, – asszonynevén és művésznevén – Kosztándi B. Katalin (született Bálint Katalin, Székelyvarság, 1935) is képzőművész, mindketten Kézdivásárhelyen alkottak, erősségük a rajzolás, a festés, a hagyományőrzés volt. Stílusuk a konstruktivizmushoz és a posztnagybányai stílushoz állt közel. A pedagógus pályáról való 1990-es nyugalomba vonulásuktól is alkotó kedvük töretlen, számos kiállítás, tárlat szívesen látott vendégei voltak. Az erdélyi művészet hírvivői szülőföldjükön, de Budapesten és Szentendrén is. Egyik legjelesebb kiállításukat Banner Zoltán művészettörténész nyitotta meg a budapesti Vármegye Galériában.
Kosztándi Jenő elkészítette Horváth István költő és Borcsa János irodalomkritikus portréját is.